# Eresia olivencia
Eresia olivencia är en fjärilsart som beskrevs av Bates 1864. Eresia olivencia ingår i släktet Eresia och familjen praktfjärilar. Inga underarter finns listade i Catalogue of Life.